# Louis Phélypeaux (1672–1725)
Louis Phélypeaux (ur. 14 kwietnia 1672, zm. 7 września 1725) – francuski polityk. Sekretarz Stanu Domu Królewskiego w latach 1715–1718. Jego ojcem był Balthazar Phélypeaux.
Jako Sekretarz Stanu Domu Królewskiego i jako sekretarz stanu ds. protestantów zastąpił go syn Louis.
Poślubił Françoise de Mailly-Nesle (1688-1742) w roku 1700. Mieli czworo dzieci:
1. Anne-Marie (1702-1716)
2. Marie-Jeanne (1704-1793) jej mężem został jej kuzyn Jean-Frédéric Phélypeaux, w roku 1718.
3. Louis Phélypeaux (1705–1777), hrabia de Saint-Florentin, markiz (1725) i w (1770) książę de La Vrillière
4. Louise-Françoise (1707-1737), której małżonkiem został Louis de Bréhan de Plélo (1699-1734)